# Майкъл Вентрис
Майкъл Джордж Франсис Вентрис ( / ˈ v ɛ n t r ɪ s / ; 12 юли 1922 – 6 септември 1956) е английски архитект, специалист по класически науки и филолог, който дешифрира древната микенска писменост Линеар Б. Талантлив полиглот, Вентрис се занимава с дешифрирането като лично призвание още от юношеството си. След като създава нова научна област на изследване, Вентрис умира в автомобилна катастрофа няколко седмици преди публикуването на Documents in Mycenaean Greek („Документи на микенски гръцки“), написана съвместно с Джон Чадуик.

## Произход и образование
Вентрис е роден в традиционно семейство на военни. Неговият дядо, Франсис Вентрис, е генерал-майор и командир на британските войски в Китай. Баща му, Едуард Франсис Верекер Вентрис, е подполковник в индийската армия, който се пенсионира рано поради лошото си здраве. Едуард Вентрис се жени за Анна Доротея Янаш (Дора) от богат еврейско-полски произход по баща. Майкъл Вентрис е единственото им дете.
Семейството се премества да живее в Швейцария за осем години, търсейки здравословна среда за полковник Вентрис. Младият Майкъл започва училище в Гщаад, където се преподава на френски и немски език. Скоро той овладява и двата езика, способен е да научи нов език в рамките на няколко седмици, което му позволява да владее свободно дузина езици. Майка му често му говори на полски, а той чете Die Hieroglyphen („Йероглифите“) на Адолф Ерман на немски.
През 1931 г. семейство Вентрис се завръща в Англия и младият Майкъл Вентрис е изпратен в средното училище Bickley Hill в Стоу (1931 – 1935). Родителите му се развеждат през 1935 г. По това време той си осигурява стипендия за гимназията в Стоу. Там той научава малко латински и старогръцки, но като цяло престоят му не се отличава с нищо съществено, освен че прекарва по-голямата част от свободното си време, научавайки колкото може повече за Линеар Б и дори чете нощем с фенерче под завивките. Когато не е в пансиона на училището, Вентрис живее с майка си в крайбрежни хотели, а след това в авангардните модернистични апартаменти Хай Пойнт на Бертолд Любеткин в Хайгейт, Лондон. Сред познатите на майка му, които често посещават дома ѝ, са много скулптори, художници и писатели от онова време. Парите за артистичния ѝ патронаж идват от полските ѝ имоти.
В началото на XX век археологът Артър Евънс започва разкопки на древен обект в Кносос, на остров Крит. В процеса на разкопките той открива много глинени плочки, изписани с две неизвестни до тогава писмености – наричат ги Линеар А и Линеар Б. Еванс се опитва да дешифрира и двете през следващите десетилетия, но не постига успех. През 1936 г. Евънс организира изложба на критски археологически находки в Бърлингтън хаус в Лондон, дома на Кралската академия по изкуствата. Това е юбилейната 50-а годишнина на Британската школа по археология в Атина, която е собственик и управител на обекта в Кносос (Евънс им дава правата няколко години преди това – вила Ариадна, домът на Еванс, на практика е част от училището). Момчетата от училище Стоу присъстват на лекция и обиколка, водена от самия Евънс (на 85-годишна възраст). Майкъл, който тогава е на 14 години, си спомня как Евънс ходи с бастуна си (Евънс ходи с бастун през целия си живот, за да му помага с късогледството и нощната слепота) и как им показва глинени плочки, изписани с непознат текст. След края на лекцията Майкъл се уверява, че Линеар Б все още не е дешифриран и решава да го дешифрира.
Бащата на Вентрис умира през 1938 г. и понеже Майкъл е само на 16 г. майка му Дора се разпорежда с наследството. С германското нахлуване в Полша през 1939 г. тя губи личните си доходи, а през 1940 г. умира и баща ѝ. Тя изпада в клинична депресия и умира от свръхдоза барбитурати. Майкъл избягва да говори за нея, вместо това демонстрира кипящ от енергия дух – черта, която му спечелва много приятели. Семеен приятел – руският скулптор Наум Габо – взима младежа под крилото си и по-късно Вентрис казва, че Габо е най-доброто семейство, което някога е имал. Вероятно именно в дома на Габо той започва да учи руски език. Решава да следва архитектура и се записва в школата по архитектура в Лондон (Architectural Association School of Architecture). Там той се запознава с бъдещата си съпруга Лоис Нокс – Нивен, дъщеря на Лоис Бътлър. Нейният социален произход е подобен на този на Вентрис: семейството ѝ е заможно, тя е пътувала из Европа и се интересува от архитектура. Освен това тя е доста популярна и много красива.

### В армията
Майкъл не завършва обучението си по архитектура, тъй като е призован в армията през 1942 г. Той избира Кралските военновъздушни сили (RAF). Неговото предпочитание е да бъде навигатор, а не пилот и той завършва обширно обучение в Обединеното кралство и Канада, за да се квалифицира в началото на 1944 г. и да бъде изпратен на фронта. Той участва в бомбардировките над Германия като екипаж на Хендли Пейдж Халифакс с ескадрила № 76 на RAF. След края на войната изкарва остатъка от военната си служба си на терен в Германия, за което е избран заради познанията си по руски. Задължения му са неясни – приятелите му предполагат, че има шпионско-разузнавателна мисия, съдейки по упоритите му опити да отрича, че е нает от британското разузнаване. Но в годините и десетилетията след това не се появяват никакви доказателства за подобни назначения. Също така няма доказателства, че той някога е бил част от звено за разбиване на кодове (като Чадуик), въпреки че обществеността с готовност вярва на това обяснение за неговия гений и успех с Линеар Б.

## Кариера
След войната за кратко Вентрис работи в Швеция, научавайки достатъчно шведски, за да общува с учени и представители на академичната общност. След това се прибира у дома, за да завърши архитектурното си образование с отличие през 1948 г. и започва работа като архитект във фирмата на Лоис – проектира училища за Министерството на просвещението. Той и съпругата му лично проектират семейния си дом с адрес в Хампстед. Вентрис и съпругата му имат две деца, син – Ники (1942 – 1984) и дъщеря – Теса (родена 1946). Вентрис продължава с усилията си да разчете Линеар Б и през 1952 г. открива, че това е архаична форма на старогръцки.

### Дешифриране на Линеар Б
Запален от дете по минойската писменост, през 1940 г. 18-годишният Вентрис пише статия „Представяне на минойския език“, публикувана в American Journal of Archaeology. Първоначалната му теория е, че етруският език и Линеар Б са свързани и че това може да предостави ключ към дешифрирането. Въпреки че това се оказва невярно, именно това е връзката, която той продължава да изследва до началото на 50-те години.
Малко след смъртта на Евънс, Алис Кобер (професорка по класически науки в Бруклинския колеж) забелязва, че някои думи в надписите на Линеар Б имат променящи се окончания на думите – може би различни склонения, като на латински или гръцки. Използвайки тази следа, Вентрис конструира поредица от мрежи, свързващи символите на плочките със съгласни и гласни. Вентрис научава достатъчно за структурата на основния език, за да започне да прави предположения. Кобер също извършва значителна работа по изследването на Линеар Б и по-късно Вентрис признава нейната работа за значителен принос към собствения му напредък.
Малко преди Втората световна война американският археолог Карл Блеген открива още около 600 плочи от Линеар Б в микенския дворец в Пилос в континенталната част на Гърция.
Сравнявайки табличките с Линеар Б, открити на континента с тези, открити на о.Крит, Вентрис забелязва, че определени групи символи се появяват само в критските текстове и прави вдъхновено предположение, че това са имена на места на острова. Това се оказва правилно. Въоръжен със символите, които може да дешифрира от това предположение, Вентрис скоро разшифрова голяма част от текста и установява, че основният език на Линеар Б, сричково писмо, е всъщност гръцки. Това преобръща теориите на Евънс за Минойската цивилизация, защото установява, че критската цивилизация, поне в по-късните ѝ периоди, свързани с табличките с Линеар Б, е част от Микенската цивилизация.
През 1955 е награден с Орден на Британската империя за „заслуги в микенската палеография“ :с. 3 През 1959 посмъртно е награден с медала Кенион на Британската академия.

## Смърт
През 1956 г. Вентрис, който живее в Хампстед, загива мигновено при катастрофа късно през нощта в Хатфийлд, Херефордшър, блъскайки се в паркиран камион докато се прибира вкъщи, на 34 години.
Синя възпоменателна плоча отбелязва дома на Вентрис в Хампстед, а в Ираклио (столицата на Крит) има улица кръстена на негово име и в негова чест.